# Rattus pyctoris
Rattus pyctoris és una espècie de mamífer rosegador de la família dels múrids. Viu a altituds d'entre 1.200 i 4.250 msnm a l'Afganistan, Bangladesh, Bhutan, l'Índia, l'Iran, el Kazakhstan, el Kirguizstan, Myanmar, el Nepal, el Pakistan, el Tadjikistan, l'Uzbekistan i la Xina. Ocupa hàbitats montans. És una espècie en risc mínim, és a dir, no sembla que hi hagi cap amenaça significativa per a la seva supervivència.